# سيمون بوليفار (ميراندا)
سيمون بوليفار هي إحدى البلديات الواحدة والعشرون التي تشكل ولاية ميراندا الفينزويلية، ووفقا لتقديرات التعداد السكاني لعام 2007 المُعتمد من قبل المعهد الوطني للإحصاء في فنزويلا، بلغ عدد سكان البلدية 40,730 نسمة. وتُعد مدينة سان فرانسيسكو دي يار هي مقر المقاطعة في بلدية سيمون بوليفار. كما أن تسمية البلدية مشابه لعدة بلديات في فنزويلا بمُسمى «بلدية سيمون بوليفار» تكريما لبطل الاستقلال الفنزويلي سيمون بوليفار.

## الجغرافيا

### حدود البلدية
- الشمال: بلدية كريستوبال روجاس من ولاية ميراندا
- الجنوب: لاندر بلدية ميراندا الدولة
- الشرق: الاستقلال بلدية ميراندا الدولة
- الغرب: بلدية كريستوبال روجاس من ولاية ميراندا

### التقسيم الإداري
تنقسم البلدية إلى منطقتين؛ سان فرانسيسكو دي يار وسان أنطونيو دي يار. يبلغ عدد سكان سان فرانسيسكو دي يار 34.686 ويبلغ عدد سكان سان أنطونيو دي يار حوالي 7.911، حيث يكون اجمالي عدد مواطني البلدية 42.597.

## التعداد السكاني
بلغ عدد سكان بلدية سيمون بوليفار، وفقا لتقدير السكان لعام 2007 الذي أعده المعهد الوطني للإحصاء في فنزويلا بـ40730 نسمة (مقابل 34445 في عام 2000). وهذا العدد يمثل 1.4٪ من سكان الولاية. وتبلغ الكثافة السكانية للبلدية 310.92 نسمة لكل كيلومتر مربع (805.3 / ميل مربع).

## الحكومة
رئيس بلدية سيمون بوليفار الحالي هو شاول يانيز، الذي قد انتُخب في فترته الرئاسية الأولى عام 2008 وحصل على نسبة 69,63٪ من اجمالي عدد أصوات الناخبين. وقد حل محل جوستو هيرنانديز الذي تولى الرئاسة من 2004 حتى 2008. وقد انتُخب شاول يانيز في الفترة التالية بنسبة أصوات 63,10% وذلك في عام 2013 حتى الآن.

### رؤساء البلدية
| الفترة      | الرئيس               | حزب سياسي/تحالف  | الأصوات% | ملاحظات |
| ----------- | -------------------- | ---------------- | -------- | --- |
| 1989 - 1992 | كريسانتا كانونغو     | العمل الديمقراطي | -        | أول عمدة تحت الانتخابات المباشرة                                                                              |
| 1992 - 1995 | كريسانتا كانونغو     | العمل الديمقراطي | -        | فترة ثانية |
| 1995 - 2000 | كارلوس ماشادو فالديز | كوبيه            | -        | العمدة الثاني في إطار الانتخابات المباشرة (أجريت انتخابات عامة في عام 2000 بعد الموافقة على دستور عام 1999)   |
| 2000 - 2004 | أرماندو فارغاس       | MVR              | 24,26    | العمدة الثالث تحت الانتخابات المباشرة                                                                         |
| 2004 - 2008 | جوستو هيرنانديز      | MVR              | 32,44    | العمدة الرابع تحت الانتخابات المباشرة                                                                         |
| 2008 - 2013 | شاول يانيز           | PSUV             | 69,63    | العمدة الخامس تحت الانتخابات المباشرة (تم تأجيل الانتخابات البلدية المقرر إجراؤها في نهاية عام 2012 لمدة سنة) |
| 2013 - 2017 | شاول يانيز           | PSUV             | 63,10    | فترة ثانية |